# Campionati svizzeri di ski cross 2017
I Campionati svizzeri di ski cross 2017 si sono svolti a Hoch-Ybrig il 12 marzo. Il programma ha incluso sia la gara femminile che la gara maschile. 
Trattandosi di competizioni valide anche ai fini del punteggio FIS, vi hanno partecipato anche sciatori di altre federazioni, senza che questo consentisse loro di concorrere al titolo nazionale svedese.

## Risultati

### Uomini
| Pos. | Atleta             | Nazione  |
| ---- | ------------------ | -------- |
| 1    | Alex Fiva          | Svizzera |
| 2    | Peter Staehli      | Svizzera |
| 3    | Marc Bischofberger | Svizzera |
| 4    | Jonas Lenherr      | Svizzera |

### Donne
| Pos. | Atleta            |             |
| ---- | ----------------- | ----------- |
| 1    | Nicole Frei       | Svizzera    |
| 2    | Zoe Cheli         | Svizzera    |
| 3    | Talina Gantenbein | Svizzera    |
| 4    | Emma Peters       | Regno Unito |